# 豐嶋花
豐嶋花（日语：／ Toyoshima Hana；2007年3月27日—）是日本女演員，東京都出身，所屬經紀公司為星塵傳播。

## 生平
2008年，一岁时开始表演。
5岁时，她参加了电影《外事警察：不要被那个男人骗了》的角色试镜，对于一个不能说话的角色来说，面部表情的表演很重要，但导演堀切園健太郎說「我确信这个女孩不需要台词」。 在同一部影片中，她因其娇小的外表和可与成年人媲美的演技而获得好评，并作为「第二个芦田愛菜」而引起关注。
2012年，她出现在晨间剧《小梅醫生》中。
2013年，她在NHK大河剧《八重之櫻》中饰演山本觉马的女儿山本峰，然后在电视剧《海女》中饰演天野春子的童年角色。
在同年6月上映的电影《真夏的方程式》中，她扮演川畑成實的童年。 她还在同年10月开始播出的《謝謝款待》中扮演由女主角卯野芽以子的童年，从而获得了认可，这是她第三次在电视剧中亮相。
同年11月，她被选为TRF Easy Do Danceercise的宣传角色，并在「Odottemita」视频中展示了她特殊的舞蹈技巧。
2017年，她出现在朝日電視台的每日連續劇場的《小豆豆！》中，她扮演黑柳徹子的童年。
2019年春天，她成为一名初中生，并离开儿童演员经纪公司Smile Monkey，加入星尘推广制作1部。

## 作品列表

### 電影
- 外事警察（2012年6月2日）：飾演 奧田琴美
- 不思議幸福列車，開往明天（2012年10月27日）：飾演 結花（幼年）
- 真夏方程式（2013年6月29日）：飾演 川畑成實（幼年）
- 安曇春子行蹤不明（2016年12月3日）：飾演 安曇春子（幼年）
- 戀妻家宮本（2017年1月28日）：飾演
- 明太子夫婦 剧场版 （2019年1月18日）：饰演 英子
- 生理酱 （2019年11月8日）
- 美味的校餐 剧场版 （2020年3月6日）
- 无名世界的终结 （2021年1月29日）
- 都会冒险王 （2021年7月30日）[9]
- 我是千尋（日语：ちひろさん）（2023年2月23日）：飾演 瀨尾久仁子[10]

#### 短片
- 冬子之夏 （2022年）[11]

#### 串流發行電影
- 新幹線驚爆倒數（2025年4月23日，Netflix）：飾演 小野寺柚月[12][13]

### 電視劇
- 法医学教室的事件檔案33（2011年6月11日，朝日電視台）：飾演 真央
- 東京全力少女（2012年10月10日 - 12月19日，日本電視台）：飾演 佐伯麗（幼年）
- 37歲成為醫生的我～實習醫生的純情故事～ 第11集（2012年6月19日，關西電視台）：飾演 葛城鈴（幼年）
- 坐著輪椅的我翱翔天空（2012年8月25日，日本電視台，24小時電視 「愛心救地球」戲劇特別節目）
- 特命戰隊Go Busters 第23集（2012年7月29日，朝日電視台）：飾演 奈緒
- 小梅醫生（2012年，NHK）：飾演 中井育代
- 小海女（2013年，NHK）：飾演 天野春子（幼年）
- 八重之櫻（2013年，NHK）：飾演 山本峰（幼年）
- 謝謝款待（2013年－2014年，NHK）：飾演 卯野芽以子（幼年）
- 晝顏～平日午後3點的戀人們～（2014年7月17日－9月25日，富士電視台）：飾演 瀧川陽菜
- 美女與男子 第4回（2015年5月5日，NHK）：飾演 靜
- 真實的恐怖故事「棲息在病房大樓裡的5圓硬幣」（2016年8月20日，富士電視台）：飾演 藤木麻友
- 家政夫三田園 第一季 第5集（2016年11月18日，朝日電視台）：飾演 安藤和里（安藤アイリ）
- 小荳荳！（2017年10月2日－12月22日，朝日電視台）：飾演 黑柳徹子（幼年）
- 致命之吻（2018年1月7日－3月11日，日本電視台）：飾演 佐藤宰子（幼年）
- BG～身邊警護人～ 第6集（2018年2月22日，朝日電視台）：飾演 鮫島彩矢
- 適婚女郎（2018年4月20日－6月22日，NHK綜合頻道）：飾演 周防薫（幼年）
- 死役所 第4集（2019年11月6日，東京電視台）：飾演 伊達夏加
- 青色校警·嶋田隆平（2021年1月12日－3月16日，關西電視台、富士電視台）：飾演 長田彩花
- 大豆田永久子與三個前夫（2021年4月13日－6月15日，關西電視台、富士電視台）：飾演 大豆田唄
- 如果合您耳朵的話。（2021年9月10日，東京電視台）：飾演
- 教主的女兒（2022年6月2日－7月14日，每日放送、神奈川電視台）：飾演 [14]
- 歡迎光臨自助洗衣店（2022年7月7日－9月22日，東京電視台）：飾演 香月櫻子[15]
  - 歡迎光臨自助洗衣店2（2023年7月6日－9月21日，東京電視台）
- 恐怖绘本 第六季（2022年8月22日，NHK教育频道）[16]
- 祈願病歷表～研修醫的解謎診察紀錄～（2022年10月8日－12月17日，日本電視台）：飾演 四十住沙智[17]
- 怎麼辦家康（2023年，NHK）：飾演 種（たね）[18]
- 琉璃和玻璃都被照耀而发光 （2022年12月27日，富士电视台）[19]
- 元氣囝仔（2023年7月12日－9月20日，富士電視台）：飾演 山村美和[20]
- 距离你的死期还有100天（2023年10月24日－12月26日，日本電視台）：飾演 [21]
- 真實的恐怖故事 25週年特別篇「看得見!?」（2024年8月17日，富士電視台）：飾演 美咲[22]
- 為什麼是我來神說教（2025年4月12日－，日本電視台）：飾演 內藤彩華[23]

### 其他电视节目
- 躲猫猫！（2008年下半年，NHK教育频道）

## 外部連結
- 經紀公司個人資料頁面（日語）
- 豐嶋花的Instagram帳戶（日語）